# Kōuchi Jun’ichi
Kōuchi Jun’ichi (jap. 幸内 純一; * 1886 in der Präfektur Okayama; † Oktober 1970) war ein japanischer Karikaturist, Illustrator und Trickfilmer.

## Biografie
Kōuchi zog mit seiner Familie nach Tokio und studierte Aquarellmalerei beim Pazifik-Kunstverband (太平洋洋画会, Taiheiyō yōga kai). Um 1908 veröffentlichte er erste Illustrationen in Kitazawa Rakutens Zeitschrift Tōkyō Puck und schuf ab 1912 politische Karikaturen für eine Zeitung.
Von Kobayashi Shōkai (小林喜三郎) wurde er 1916 für dessen Firma angeworben, um Animationsfilme zu drehen. Kōuchis erste Animation Hanawa Hekonai meitō no maki (Hanawa Hekonais berühmtes Schwert), einer der ersten japanischen Trickfilme überhaupt, entstand im Juni 1917.
Als Kobayashi in finanzielle Schwierigkeiten geriet, gründete Kōuchi 1923 sein eigenes Animationsunternehmen Sumikazu Eiga (スミカズ映画). Mit diesem inszenierte er Propagandafilme, von denen der erste 1924 ein Werbefilm für den Politiker Gotō Shinpei war. Seinen letzten Trickfilm kreierte Kōuchi im Jahr 1930 mit dem Tonfilm Chongire hebi, danach wandte er sich wieder Illustrationen und Karikaturen zu.
Kōuchi zeichnete seine ersten Animationsversuche noch direkt auf Papier. Später arbeitete er mit Papierausschnitten, die er einfacher bearbeiten konnte und die das Animieren erleichterten; mit dieser Technik war er seinen Zeitgenossen in Japan voraus. Von Kōuchis etwa 15 Filmen sind heute nur noch Hanawa Hekonai meitō no maki (1917) und Hyoroku musha shugyō (1920) erhalten. Hanawa Hekonai meitō no maki ist zugleich der älteste noch erhaltene japanische Trickfilm.

## Filmografie
- 1917: Hanawa Hekonai meitō no maki (塙凹内名刀之巻, „Hanawa Hekonais berühmtes Schwert“)
- 1917: Chamebō kūkijū no maki (茶目坊空気銃の巻)
- 1917: Hanawa Hekonai kappa matsuri (塙凹内かっぱまつり)
- 1920: Hyoroku musha shugyō (兵六武者修行, „Hyorokus Kampfausbildung“)
- 1924: Ninki no shōten ni tateru Gotō Shinpei (人気の焦点に立てる後藤新平)
- 1924: Hōshu no Sasayaki (宝珠のささやき)
- 1925: Kokka o sukū he (国家を救へ)
- 1925: Sameyo yūkensha (醒めよ有権者)
- 1925: Yosan seiji (予算政治)
- 1925: Shisei sasshin (市制刷新)
- 1927: Eiga enzetsu – Seiji no rinrika (映画演説　政治の倫理化)
- 1927: Kyōdō no chikara (協同の力)
- 1928: Fusen man shi tokubetsu gikai (普選漫史特別議会)
- 1929: Fusen man shi kyōtei an no maki (普選漫史協定案の巻)
- 1930: Chongire hebi (ちょん切れ蛇, „Abgeschnittene Schlange“)